# Slobodanka Tuvić
Slobodanka Tuvić, désormais Slobodanka Tuvić-Maksimović, née le 19 septembre 1977 à Novi Sad en Serbie, est une joueuse serbe de basket-ball évoluant au poste d'intérieure. Elle mesure 1,96 m.

## Biographie
Passée par la Hongrie (MiZo Pécs) avec un titre de champion et une Coupe de Hongrie, puis l'Italie (Schio) pour une coupe d'Italie, la WNBA (Phoenix Mercury) sans oublier la Serbie-Monténégro (sa terre natale), elle atterrit à l'USVO en 2004 à la demande de Laurent Buffard qui cherchait à réorganiser le secteur intérieur du club.
À ce titre, "Boba" faisait et fait toujours partie des meilleurs pivots d'Europe. Redoutable en périphérie de la raquette mais aussi capable de donner d'excellents ballons à ses partenaires, son esprit combatif en défense s'inscrit parfaitement dans la philosophie de jeu de l'USVO[non neutre].
Avec Valenciennes, elle obtient un titre de championne de France. Elle remporte également le Tournoi de la Fédération dont elle est élue MVP.
La saison suivante est dominée sur le sol français par l'autre grand club Bourges: elle échoue ainsi en finale du championnat de France, de la Coupe de France et du Tournoi de la Fédération.
Blessée en début de saison, elle revient prêter main-forte à son club pour les joutes de 2007. Elle remporte son deuxième titre de championne de France et une coupe de France, les deux trophées obtenus aux dépens de Bourges.
Elle rejoint ensuite la ligue polonaise, où elle évolue pendant une saison avec le club de Lotos Gdynia avant de rejoindre la saison suivant le Wisła Cracovie.
Elle débute en Women's National Basketball Association (WNBA) en 2001 dans la franchise du Mercury de Phoenix. Elle porte les couleurs de celle-ci pendant quatre saisons, en 2001, 2002, 2003 et 2004. Ses statistiques en carrière WNBA sont de 3,4 points, 2,98 rebonds, 0,7 passe décisive et 0,74 contre.

## Club
- 1997-1999 : Vršac  Yougoslavie
- 1999-2002 : Pécs  Hongrie
- 2002-2003 : Bourges  France
- 2003-2004 : Schio -  Italie
- 2004-2007 : Valenciennes  France
- 2007-2008 : Lotos Gdynia  Pologne
- 2008-2009 : Wisła Cracovie  Pologne

### Ligues d'étés
- Étés 2001, 2002, 2003 et 2004 :  Phoenix Mercury  États-Unis en WNBA

## Palmarès

### Club
- 2000 - 2001 : Championne de Hongrie avec Pecs
- 2001 - 2002 : Vice-championne de Hongrie, vainqueur de la coupe de Hongrie avec Pecs
- 2003 - 2004 : Vainqueur de la coupe d'Italie avec Schio
- 2004 - 2005 : Championne de France, vainqueur et MVP du Tournoi de la Fédération et finaliste de la coupe de France avec Valenciennes
- 2005 - 2006 : Vice-Championne de France, finaliste de la Coupe de France et du Tournoi de la Fédération
- 2006 - 2007 : Vainqueur de la Coupe de France à Bercy avec Valenciennes et Championne de France
- 2007 - 2008 : Vice-championne de Pologne avec Gdynia et Gagnante de la coupe de Pologne

### Distinction personnelle
- Élue MVP du Tournoi de la Fédération 2005

## Statistiques personnelles en LFB
| Saison Club            | M  | Min   | 2Pts | 2Pts | 2Pts | 2Pts int. | 2Pts int. | 2Pts int. | 2Pts Ext. | 2Pts Ext. | 2Pts Ext. | 3Pts | 3Pts | 3Pts | LF | LF | LF   | Rebonds | Rebonds | Rebonds | Rebonds | F   | Fp  | C   | PD  | Int | BP  | Eva  | Pts | Pts  |
| Saison Club            | M  | Mo    | R    | T    | %    | R         | T         | %         | R         | T         | %         | R    | T    | %    | R  | T  | %    | Ro      | Rd      | Rt      | Mo      | F   | Fp  | C   | PD  | Int | BP  | Mo   | Tot | Mo   |
| 2005-2006 Valenciennes | 20 | 24:53 | 67   | 142  | 47,2 | 39        | 68        | 57,4      | 28        | 74        | 37,8      | 1    | 8    | 12,5 | 44 | 57 | 77,2 | 26      | 71      | 97      | 4,8     | 2,7 | 3,3 | 0,5 | 1,4 | 1,1 | 2,5 | 9,4  | 181 | 9,1  |
| 2004-2005 Valenciennes | 23 | 24:34 | 86   | 171  | 50,3 | 60        | 117       | 51,3      | 26        | 54        | 48,1      | 1    | 4    | 25,0 | 37 | 48 | 77,1 | 35      | 109     | 144     | 6,3     | 3,3 | 2,3 | 0,9 | 1,5 | 0,9 | 2,7 | 11,7 | 212 | 9,2  |
| 2002-2003 Bourges      | 21 | 29:00 | 95   | 170  | 55,9 | 74        | 119       | 62,2      | 21        | 51        | 41,2      | 5    | 15   | 33,3 | 68 | 90 | 75,6 | 53      | 123     | 176     | 8,4     | 3,0 | 3,9 | 0,9 | 2,7 | 1,6 | 3,0 | 16,9 | 273 | 13,0 |